# Dachau (concentratiekamp)
Het concentratiekamp Dachau was het eerste grootschalig opgezette concentratiekamp van de SS in nazi-Duitsland. Het lag ten oosten van de Zuid-Duitse stad Dachau, ongeveer 20 km ten noordwesten van München. Het was in gebruik van 22 maart 1933 tot aan de bevrijding door Amerikaanse troepen op 29 april 1945.
Het concentratiekamp werd door Heinrich Himmler, leider van de SS (Reichsführer) en politiechef van München, opgericht op het terrein van een voormalige munitiefabriek. Hilmar Wäckerle was de eerste commandant. Het was het enige kamp dat tijdens de twaalfjarige heerschappij van de nazi’s voortdurend in gebruik was. Het ontwikkelde zich als prototype voor nieuwe concentratiekampen en nam meerdere speciale posities in. 
De meeste tijd van zijn bestaan deed Dachau dienst als concentratiekamp, maar vlak na het begin van de Tweede Wereldoorlog werd Dachau ontruimd. Alle gevangenen werden overgebracht naar Buchenwald, Mauthausen en Flossenbürg. Een deel van de SS-Totenkopf-Standarten werd er gelegerd, om zich voor te bereiden op militaire inzet. Hier kwam dan ook de eerste divisie van de Waffen-SS, de SS-Totenkopf-Division, tot stand, onder leiding van commandant Theodor Eicke. In februari 1940 werd Dachau als concentratiekamp heropend.
Dachau was de eerste plaats in het Derde Rijk waar een SS-commandant de absolute jurisdictie toebedeeld kreeg en het normale recht met succes buiten werking werd gesteld. De SS schiep "een staat binnen een staat" waarin hij naar believen politieke tegenstanders vasthield, onderdrukte, martelde en vermoordde.
Na de liquidatie van de SA liet Himmler het concentratiekamp vergroten door de bouw van een nieuwe gevangenis, die aan de voormalige munitiefabriek grensde. De organisatie en ruimtelijke structuur diende later als voorbeeld voor de opbouw van nieuwe concentratiekampen. Het naziregime presenteerde het als een voorbeeldkamp en als afschrikking voor politiek andersdenkenden. Dachau was een oefenterrein voor SS-bewakers en SS-leidinggevenden die later onder andere in de vernietigingskampen ingezet werden. Dachau was als zodanig geen vernietigingskamp. Wel werden in Dachau meer politieke gevangenen vermoord dan in welk ander kamp ook. Van de 206.000 personen die er gevangen hebben gezeten, stierven er zeker 41.500. Er hebben 1935 niet-Joodse Nederlandse mannen en 200 niet-Joodse Nederlandse vrouwen gevangengezeten. Hoeveel Joodse Nederlanders kortere of langere tijd in Dachau als doorgangskamp hebben doorgebracht is niet precies bekend, wegens transporten en dodenmarsen terug naar Dachau in maart en april 1945.
Tegenwoordig bevindt zich op dit terrein het Dachau Herinneringscentrum, dat jaarlijks door circa 800.000 mensen uit de hele wereld bezocht wordt.

## Oprichting
Sinds de machtsovername door Adolf Hitler op 30 januari 1933 waren er door heel Duitsland wilde kampen geopend. De SA en de SS waren daarvan de voornaamste bewakers en beheerders. Deze kampen waren vooral bedoeld om politieke gevangenen in op te sluiten. De meeste kampen hadden slechts een capaciteit van enkele tientallen mensen en waren voornamelijk bedoeld als tijdelijk onderkomen. Daags na de Rijksdagbrand op 27 februari 1933 werden alle burgerrechten opgeschort en werd Schutzhaft (letterlijk: beschermende hechtenis) toegepast. Dit hield in dat iedereen die mogelijk een bedreiging voor de staat vormde kon worden opgepakt.
De wilde kampen waren vaak chaotisch georganiseerd en daarom besloot men om in Beieren alle wilde kampen te sluiten en één groot, centraal concentratiekamp te bouwen in Dachau. De opzet van concentratiekamp Dachau was anders. Dachau werd professioneel aangepakt en moest een capaciteit krijgen van vijfduizend gevangenen. Bovendien was het kamp bedoeld voor de langere termijn. Echter, de reden bleef dezelfde: het interneren van politieke gevangenen om het voortbestaan van het nationaalsocialisme te garanderen. Op 20 maart 1933 kondigde Himmler de oprichting van Dachau publiekelijk aan.
Het kamp had twee sectoren: het concentratiekamp en het crematorium. Het kamp zelf bestond uit 32 barakken, de binnenplaats tussen de gevangenis en de centrale keuken werd gebruikt als executieplaats. Het kamp was omgeven door hekwerk met prikkeldraad, een gracht en een muur met zeven wachttorens.

## Gevangenen
In eerste instantie werden in Dachau politieke tegenstanders van Hitler gevangengezet, zoals communisten en sociaaldemocraten. Al direct in het eerste jaar kwamen tientallen politieke gevangenen om het leven. In de loop der tijd werd de bevolking van het kamp meer divers; er werden nu ook Roma, homoseksuelen, misdadigers, verzetsstrijders en vooral Joden opgesloten. Opvallend was ook het grote aantal gevangenen dat vanwege religieuze betrokkenheid werd vastgezet.

### Moorden en mishandelingen
In het kamp werden door de SA reeds in 1933 moorden en mishandelingen op de gevangenen gepleegd. Hierbij werden acht Joden vermoord.

### Religieuzen
Dachau was het kamp waar de meeste christenen werden gedetineerd. Volgens richtlijnen van Himmler van eind 1940 werd Dachau het centrale priesterkamp. Geestelijken uit heel Europa werden in Dachau samengebracht en bewoonden gezamenlijk een apart deel van het kamp. Deze religieuzen werden opgepakt wegens hun verzet tegen het naziregime. Volgens archieven van de Rooms-Katholieke Kerk werden minstens drieduizend diakenen, priesters en bisschoppen in het kamp gevangen gehouden, in werkelijkheid waarschijnlijk aanzienlijk meer. Onder hen bevonden zich onder andere Titus Brandsma (katholiek priester uit Nederland, zalig verklaard in 1985 en heilig verklaard in 2022), Karl Leisner (eveneens een katholiek priester, zalig verklaard in 1996), François Questiaux (Belgisch kanunnik) en Martin Niemöller (protestants theoloog en verzetsleider). Ook veel Jehova's getuigen werden naar dit kamp gedeporteerd.

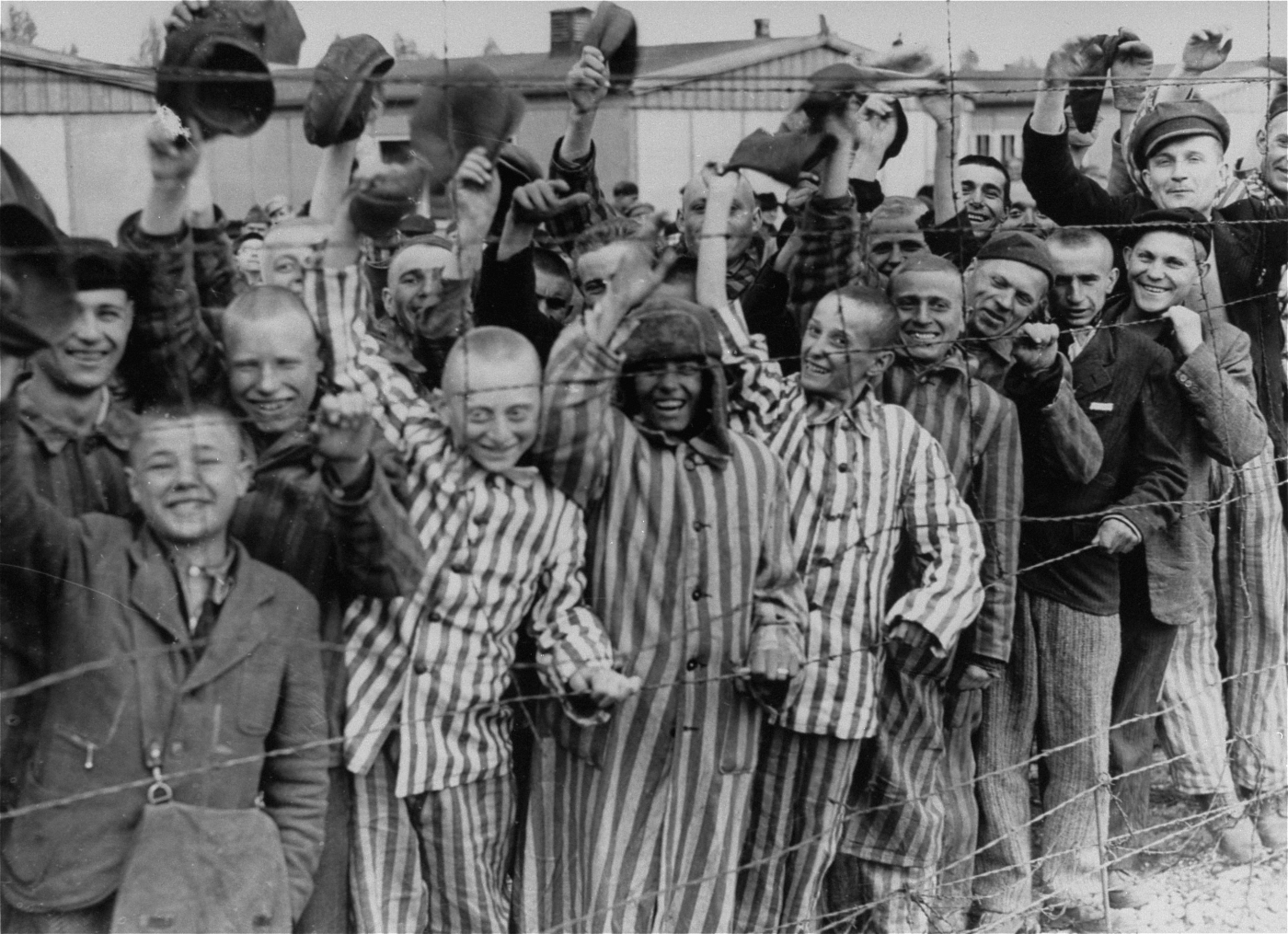
Gevangenen in Dachau bij de bevrijding

### Joden
Na de annexatie van Oostenrijk door het Derde Rijk, op 12 maart 1938, werden vanaf de zomer van 1938 de Oostenrijkse Joden naar Dachau gedeporteerd. Op 1 oktober 1938 nam Hitler Sudetenland in, een grensgebied tussen Duitsland en Tsjechië. Ook hier werden de Joden, maar ook verzetsstrijders en communisten, opgepakt en afgevoerd naar Dachau. Dit patroon zou zich voortzetten binnen elk land dat de Duitsers in de volgende jaren annexeerden, bezetten of veroverden. Vele honderden Nederlanders zaten in Dachau gevangen, veelal afkomstig uit de Joodse gemeenschap of het communistische verzet. Alle Joodse gevangenen werden op bevel van Himmler met ingang van 5 oktober 1942 naar Auschwitz afgevoerd.

### Vrouwen
In 1944 werd een vrouwenkamp aan het complex toegevoegd en werden vrouwen uit Auschwitz naar Dachau overgebracht.

## Dwangarbeid

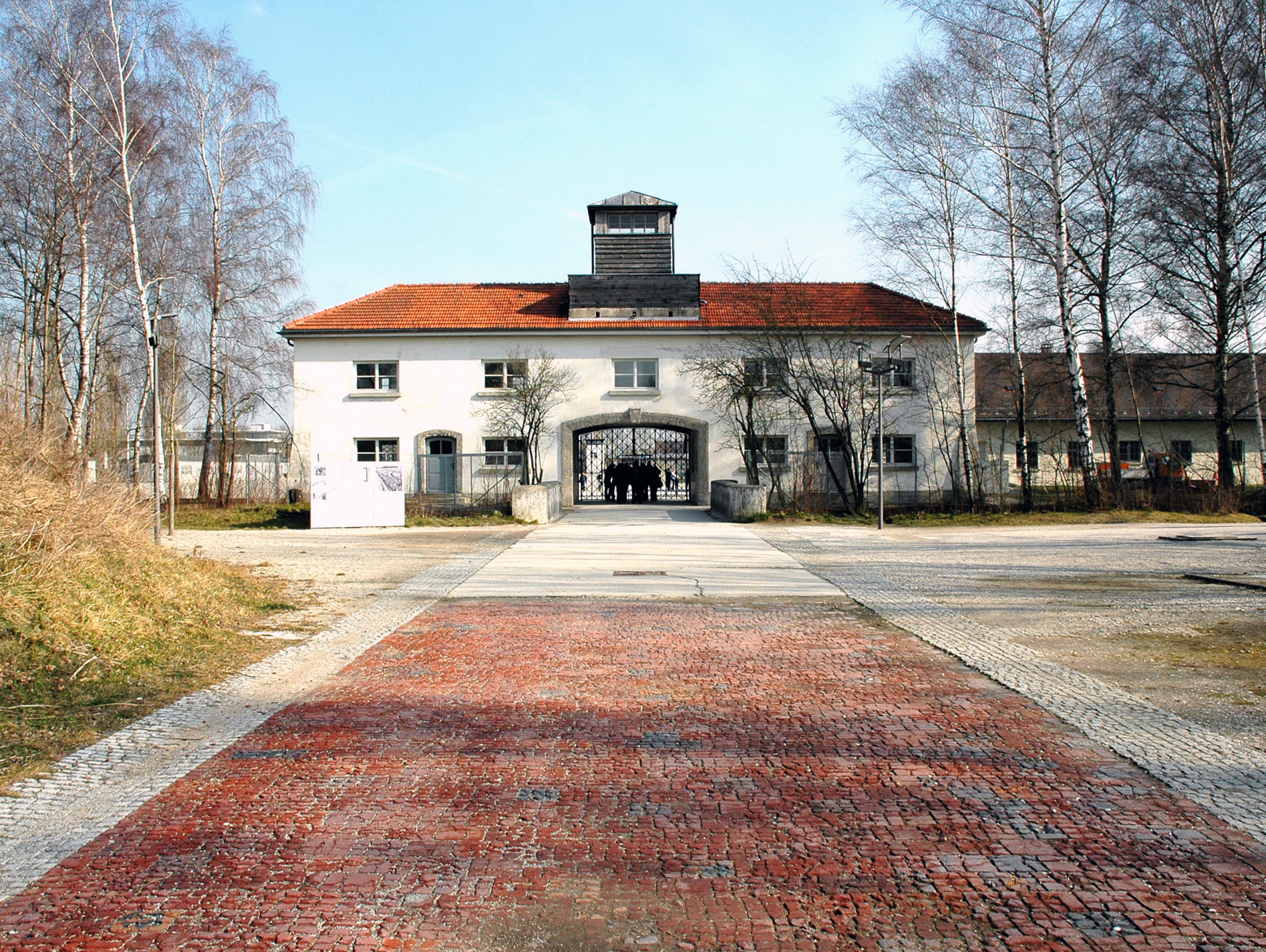
De ingang van concentratiekamp Dachau (het originele gebouw, gefotografeerd in 2007)

De meeste gevangenen in Dachau werden ingezet als dwangarbeider. Dachau had 169 buitencommando's en leverde arbeidskrachten aan 197 firma's, vooral in de wapenindustrie. Gerenommeerde bedrijven als BMW en Messerschmitt maakten gebruik van deze goedkope krachten. Veel dwangarbeiders stierven door honger en uitputting.

## Medische experimenten
Net als in andere concentratiekampen werden ook in Dachau medische experimenten uitgevoerd. Himmler stelde in 1942 vast dat er een onbeperkt aantal gevangenen voor de experimenten beschikbaar werd gesteld. De medische experimenten stonden onder leiding van SS-arts Claus Schilling. Schilling is na de oorlog berecht en ter dood veroordeeld door ophanging.

### Luchtdrukverschillen
Op 22 februari 1942 begonnen de Duitsers aan een serie experimenten met luchtdrukverschillen. De aanleiding was dat Duitse vliegers problemen ondervonden bij het vliegen op grote hoogte. Het onderzoekslaboratorium van de Luftwaffe liet een decompressiekamer in Dachau installeren. Hierin kon men exact dezelfde omstandigheden nabootsen als die de vliegers op grote hoogte ondervonden.
Men onderzocht hoe het menselijk lichaam reageerde bij een snelle stijging naar meer dan twintig kilometer hoogte en bij een plotselinge val van die hoogte. SS-arts Sigmund Rascher had de leiding over dit project waar meer dan tweehonderd gevangenen aan onderworpen werden. Zeventig tot tachtig gevangenen overleefden de experimenten niet.

### Malaria
Op 23 februari 1942 begon Claus Schilling met zijn onderzoek naar een medicijn tegen de tropische ziekte malaria. Aan dit experiment deden elfhonderd gevangenen mee. Zij werden blootgesteld aan malaria, waarna Schilling diverse methodes uitprobeerde om de ziekte te bestrijden. Als zij dreigden te sterven aan de gevolgen van de ziekte, werden ze naar een andere afdeling van het Revier (ziekenafdeling) overgebracht. Bij overlijden aldaar, werd nooit de doodsoorzaak malaria opgegeven. Schilling ging door met de experimenten tot 5 april 1945.

### Onderkoeling
Op 15 augustus 1942 begonnen de Duitsers ook met experimenten met onderkoeling van het menselijk lichaam. Het kwam in die tijd geregeld voor dat Duitse piloten in zee waren gevallen en nadat ze uit het water waren gered alsnog om het leven kwamen als gevolg van onderkoeling. Ernst Holzlöhner, Erich Finke en Sigmund Rascher werden aangewezen om te onderzoeken hoe ze onderkoelde piloten langer in leven konden houden.
De experimenten werden uitgevoerd in een speciaal hiervoor geïnstalleerd waterbassin. Dit bassin, van twee bij drie meter en anderhalve meter diep, werd gevuld met ijskoud water. De gevangenen werden in het bassin geplaatst en na een bepaalde tijd eruit gehaald. Hierna begon de voor de Duitsers interessante fase van het project: het vinden van de juiste wijze van opwarmen. De meest effectieve manier bleek een bad te zijn van 38 graden Celsius. Aan dit experiment werden ongeveer driehonderd gevangenen onderworpen, van wie er tussen de tachtig en negentig om het leven zijn gekomen.
SS-arts Rascher ging nog een stap verder in dit proces. Nadat het besluit was gevallen om, wegens gebrek aan resultaat, te stoppen met deze experimenten, ging hij toch verder. Tot aan mei 1943 probeerde hij te onderzoeken of schotwonden van invloed waren op de overlevingskansen bij onderkoeling. De SS nam de arts vanwege zijn wangedrag later gevangen.

### Overige proeven
Naast deze drie proeven zijn er in Dachau nog meer experimenten met gevangenen uitgevoerd. Veel experimenten stonden in dienst van de Luftwaffe; zo werd onderzocht hoe lang een mens zonder zuurstof kon en hoeveel g-krachten iemand kon verdragen. Ook het drinkbaar maken van zeewater behoorde tot de experimenten.
Over de resultaten van deze proeven is weinig bekend. Eveneens is onduidelijk hoeveel gevangenen hebben moeten deelnemen aan deze experimenten. Het is dan ook lastig in te schatten hoeveel slachtoffers hierbij zijn gemaakt. Wel is bekend dat velen de experimenten niet overleefden, terwijl de meeste overlevenden blijvend invalide werden.

## Bevrijding

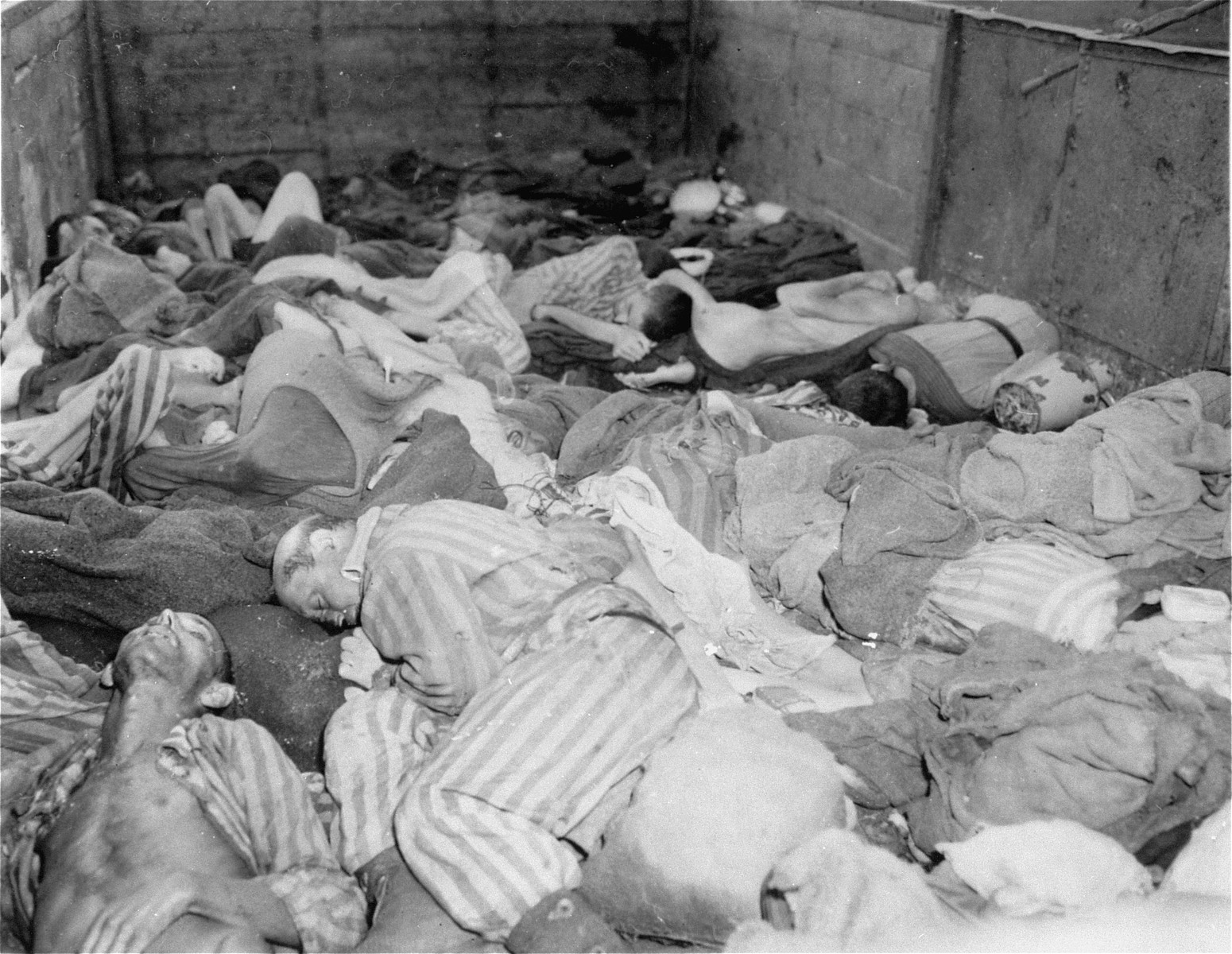
Trein met het evacuatietransport uit Buchenwald

In de dagen voorafgaand aan de bevrijding arriveerden in Dachau gevangenentransporten uit andere concentratiekampen. De meeste mensen verkeerden in een erbarmelijke toestand van uitputting en ondervoeding. Op 26 april 1945 startte vanuit Dachau een beruchte dodenmars. Groepsgewijs werden rond de zevenduizend gevangenen meegenomen uit het hoofdkamp en de buitencommando's op een lange voettocht. Onderweg werden velen doodgeschoten door SS'ers; daarnaast stierven talloze gevangenen door ondervoeding, kou of uitputting.
De laatste Lagerälteste was Oskar Müller, een latere minister in Hessen. Müller vreesde een massamoord op de overgebleven gevangenen, en stuurde daarom twee gevangenen eropuit om contact te leggen met de Amerikanen, met het verzoek het kamp te bevrijden. Op 29 april 1945 bereikten de geallieerden het kampterrein. Daar stuitten zij op een goederentrein met een evacuatietransport uit Buchenwald. In de open wagons lagen tweeduizend lijken. Bij het crematorium troffen de soldaten nog eens drieduizend lijken aan.

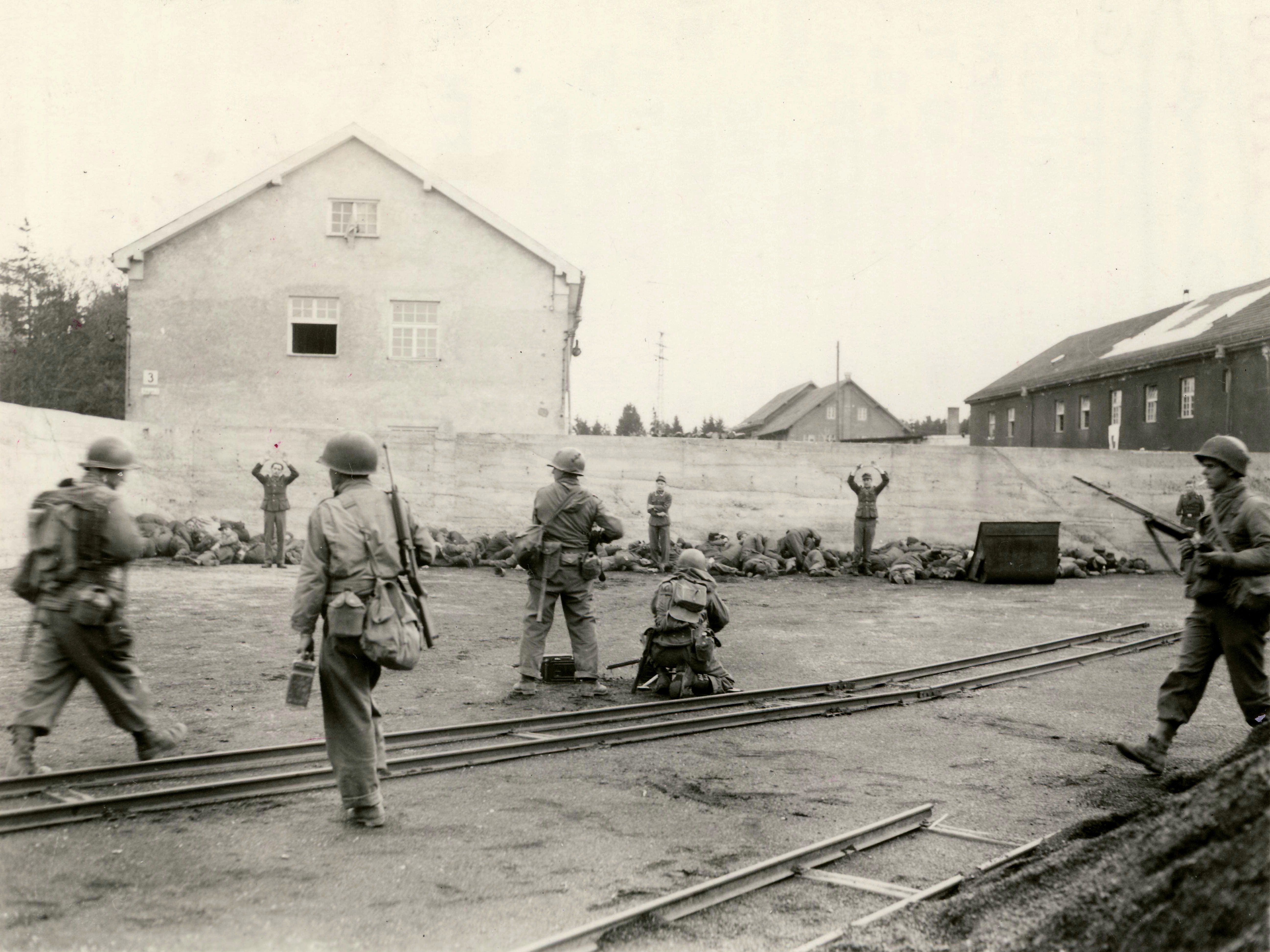
SS'ers in Dachau geëxecuteerd door de geallieerden op 29 april 1945

De soldaten waren zo aangeslagen door hetgeen ze in Dachau aantroffen, dat ze zich niet hielden aan het oorlogsrecht en de achtergebleven kampwachten standrechtelijk executeerden.
De nog aanwezige 32.000 gevangenen werden door de Amerikanen bevrijd. Onder hen bevond zich Alexander von Falkenhausen, die verdacht was van betrokkenheid bij de bomaanslag op Adolf Hitler, maar bij gebrek aan bewijs was opgesloten. Hij werd in verschillende gevangenissen vastgehouden, tot hij in 1948 werd uitgeleverd aan België, verdacht van anti-joodse maatregelen uitgevaardigd in zijn hoedanigheid van militair bevelhebber in België. Hier werd hem twaalf jaar dwangarbeid opgelegd, maar na drie weken werd hij al vrijgelaten en over de grens gezet.
Na de oorlog werd onder andere Generaloberst Johannes Blaskowitz in Dachau opgesloten.

## Slachtoffers
Het kamp beschikte over vijf gaskamers. Vier ervan waren klein met een laag plafond en beschikten over een machine van Degesch. Zij waren bedoeld voor het ontluizen van kledingstukken. Een vijfde gaskamer was ruimer opgezet en had Brausebad op de deur geschreven. In deze gaskamer waren de douchekoppen niet aangesloten op de waterleiding en hij had twee laden waarin Zyklon B van buitenaf kon worden toegevoegd. Met de laden kon men nooit de hoge concentratie bereiken die nodig was voor de vernietiging van insecten, terwijl het voldoende was voor het doden van mensen. Het is dus met enige zekerheid vast te stellen dat deze vijfde gaskamer gebouwd was voor het vergassen van mensen. Voor zover bekend is deze gaskamer daar echter nooit voor gebruikt. De ten dode opgeschreven gevangenen werden op transport gesteld naar vernietigingskampen of euthanasiecentra. Het kamp beschikte wel over een en later twee crematoria.
In de jaren 1933 tot 1945 werden in totaal 206.200 mensen uit dertig landen in Dachau gedetineerd. Het dodental van Dachau en de Außenlager bedraagt ten minste 41.500.

## Bekende gevangenen
- Alfred Andersch - Duits schrijver, uitgever en communist
- Bruno Bettelheim - Oostenrijks-Amerikaans schrijver en kinderpsycholoog
- Pim Boellaard - Nederlands verzetsman
- Xavier van Bourbon-Parma - Carlistisch troonpretendent
- Titus Brandsma - Nederlands karmeliet, priester, verzetsman, ex-rector Universiteit van Nijmegen, heilige van de RK Kerk
- Gustav Czopp - Nederlands journalist en acteur
- Ludo van Eck - Vlaams schrijver, schreef Het Boek der Kampen, een naslagwerk over alle concentratiekampen
- Georg Elser - Duits verzetsman (aanslag op Adolf Hitler)
- Viktor Frankl - Joods psychotherapeut uit Wenen
- Jan Ysbrands Galama - Nederlands pastoor
- Francesco Giangreco - Italiaans generaal
- Georg Häfner - Duits zalig verklaarde priester
- Ed. Hoornik - Nederlands dichter en schrijver
- Bib van Lanschot - Nederlands verzetsman
- Noud van Lierop - Nederlands priester, hoofdredacteur Katholieke Wereld Pers
- George Maduro - Nederlands verzetsman
- Jaap van Mesdag - Nederlands Engelandvaarder
- Daniël Quirin Mulock Houwer, Nederlands pionier kinderbescherming en jeugdzorg
- Martin Niemöller - Duits predikant
- Jacobus Overduin - Nederlands predikant, schrijver van Hel en hemel van Dachau
- Boris Pahor - Sloveens partizaan
- Robert Regout - Nederlands priester, jezuïet en hoogleraar volkenrecht
- Pim Reijntjes - Nederlands redacteur-verslaggever
- Nico Rost - Nederlands schrijver en journalist
- Kurt Schumacher - Duits politicus
- Arie van Soest - Nederlands verzetsman, Illegale krant Het Parool
- Manny Steinberg - Poolse Jood en schrijver van Outcry. Holocaust Memoirs
- Hans Teengs Gerritsen - Nederlands verzetsman
- Carel Steensma - Nederlands piloot en verzetsman
- Paulus van Wandelen, Nederlands verzetsstrijder
- Herman Bernard Wiardi Beckman - Nederlands politicus (vooraanstaand lid van de SDAP en Eerste Kamerlid)
- Nanne Zwiep - Nederlands predikant

Vrouwen
- Isa Vermehren, Duits cabaretière en actrice
- Gijsberta van Garderen - Nederlandse verzetsstrijdster

## Na de oorlog
Na de oorlog was het kamp de plek waar het Amerikaanse leger tussen november 1945 en augustus 1948 de Dachauprocessen hield om oorlogsmisdadigers te berechten. Naast het Dachau-hoofdproces waarbij functionarissen van het kamp zelf berecht werden, vonden ook andere processen plaats over door de Duitsers gepleegde oorlogsmisdaden. In 1948 droegen de Amerikanen het complex over aan Beieren. Dat gebruikte de site als opvangplek voor daklozen en vluchtelingen. Tot 1965 heette het voormalige kamp "Wohnsiedlung Dachau-Ost".
Sinds 1968 is het een museum en gedenkplaats. Het terrein geeft een goede indruk van hetgeen zich in Dachau heeft afgespeeld. Het museum is in 2005 gerenoveerd. Met de renovatie is de oorspronkelijke toegangspoort met de tekst “Arbeit macht Frei” weer in gebruik genomen. 
Een internationaal comité van oud-gevangenen nam in 1965 het initiatief om een herdenkingsmonument voor de slachtoffers op te richten. Het beeld "De Muzelman" van de Joegoslaaf Nandor Glid kreeg een plaats bij het voormalige exercitieterrein. De inwijding op 8 september 1968 werd verstoord door linkse studenten, die meenden bij deze gelegenheid te kunnen demonstreren tegen militarisme en tegen de NAVO. Tussen hen en de oud-gevangenen ontstond een handgemeen.
Dachau Herinneringscentrum is vrij toegankelijk en dagelijks geopend, behalve op 24 december. Elk jaar vindt er begin mei een internationale herdenkingsceremonie plaats.